# Kacsóta
Kacsóta est un village et une commune du comitat de Baranya en Hongrie.

## Géographie
D'après le recensement de 2011, le village de Kacsóta comptait alors 266 habitants. D'un point de vue ethnique, la plupart des habitants (97,74%) étaient des Hongrois, avec une minorité de Roms (2,26%). Il n'y avait pas de religion majoritaire, les habitants étant des personnes sans religion (5,64%), des réformés (3,38%) et des athées (1,88%). Pour 89,1% de la population, l'appartenance confessionnelle n'était pas connue.